# Birgi, Ödemiş
Birgi là một thị trấn thuộc huyện Ödemiş, tỉnh İzmir, Thổ Nhĩ Kỳ. Dân số thời điểm năm 2010 là 2.616 người.